# Enfermedades del aparato respiratorio
Las cinco enfermedades del aparato respiratorio que causan mayor mortalidad a nivel mundial son la enfermedad pulmonar obstructiva crónica (EPOC), el asma bronquial, la tuberculosis pulmonar, el cáncer de pulmón, y la neumonía.

## Enfermedad pulmonar obstructiva crónica

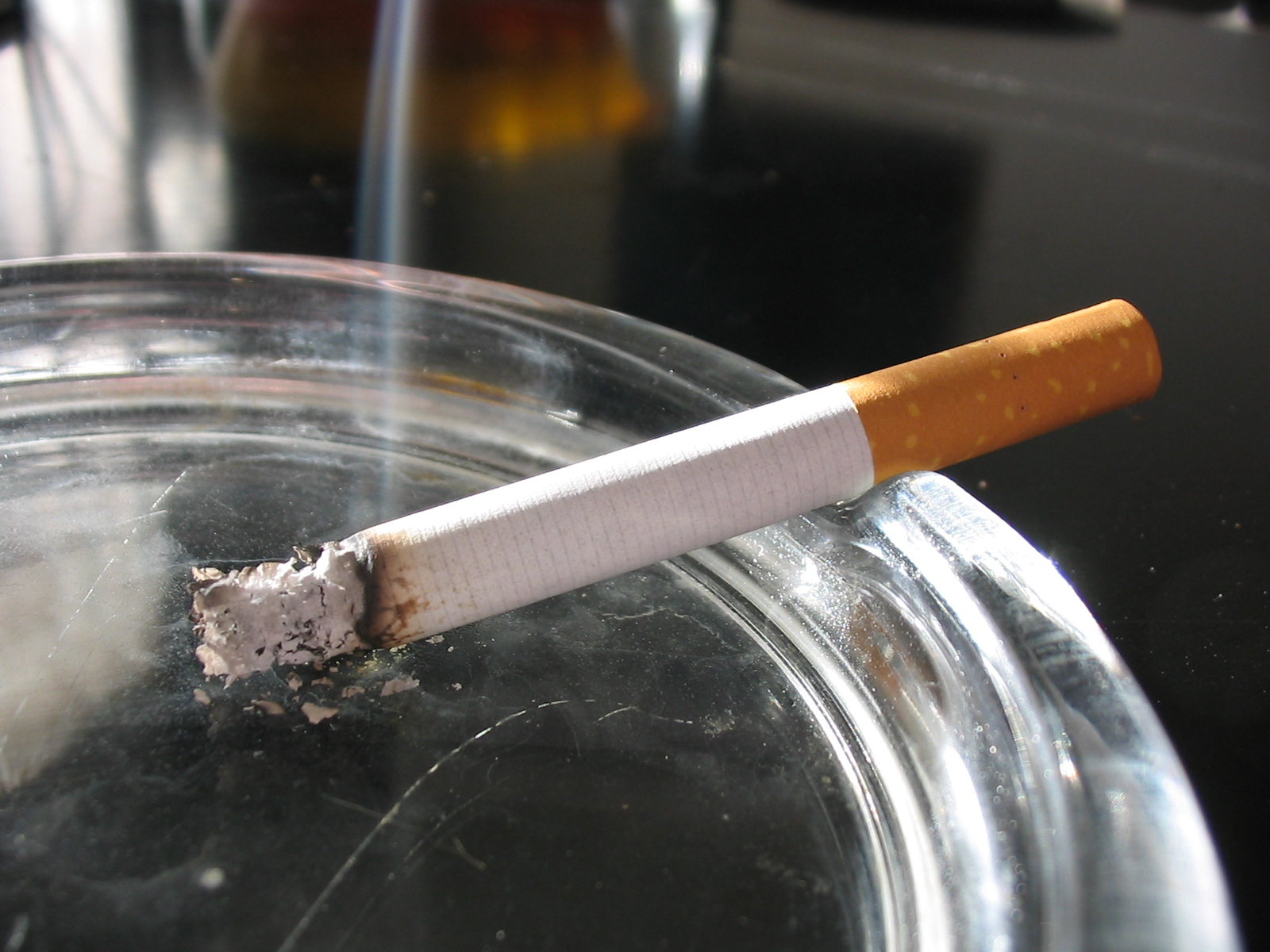
El humo del tabaco es la principal causa de enfermedad pulmonar.

Enfermedad causada primordialmente por el consumo de cigarrillos que afecta aproximadamente a 201 millones de personas en todo el mundo, de las cuales 65 millones presentan afectación moderada o grave. El humo del tabaco provoca obstrucción de las vías aéreas y causa destrucción progresiva del tejido pulmonar con aparición de enfisema. Los síntomas son tos persistente, expectoración y dificultad para respirar (disnea). En los primeros años de evolución la sintomatología suele ser leve, pero tiende a agravarse progresivamente, especialmente si no se abandona el consumo del tabaco. Se calcula que únicamente en el año 2004 fallecieron por EPOC 3 millones de personas en el mundo, más de 8 000 al día, y el número de casos tiende a aumentar.

## Asma bronquial
El asma afecta a alrededor de 334 millones de personas en todo el mundo y su frecuencia tiende a aumentar. Se caracteriza por una obstrucción reversible de las vías aéreas y cursa habitualmente con episodios agudos de sensación de asfixia (disnea).

## Tuberculosis

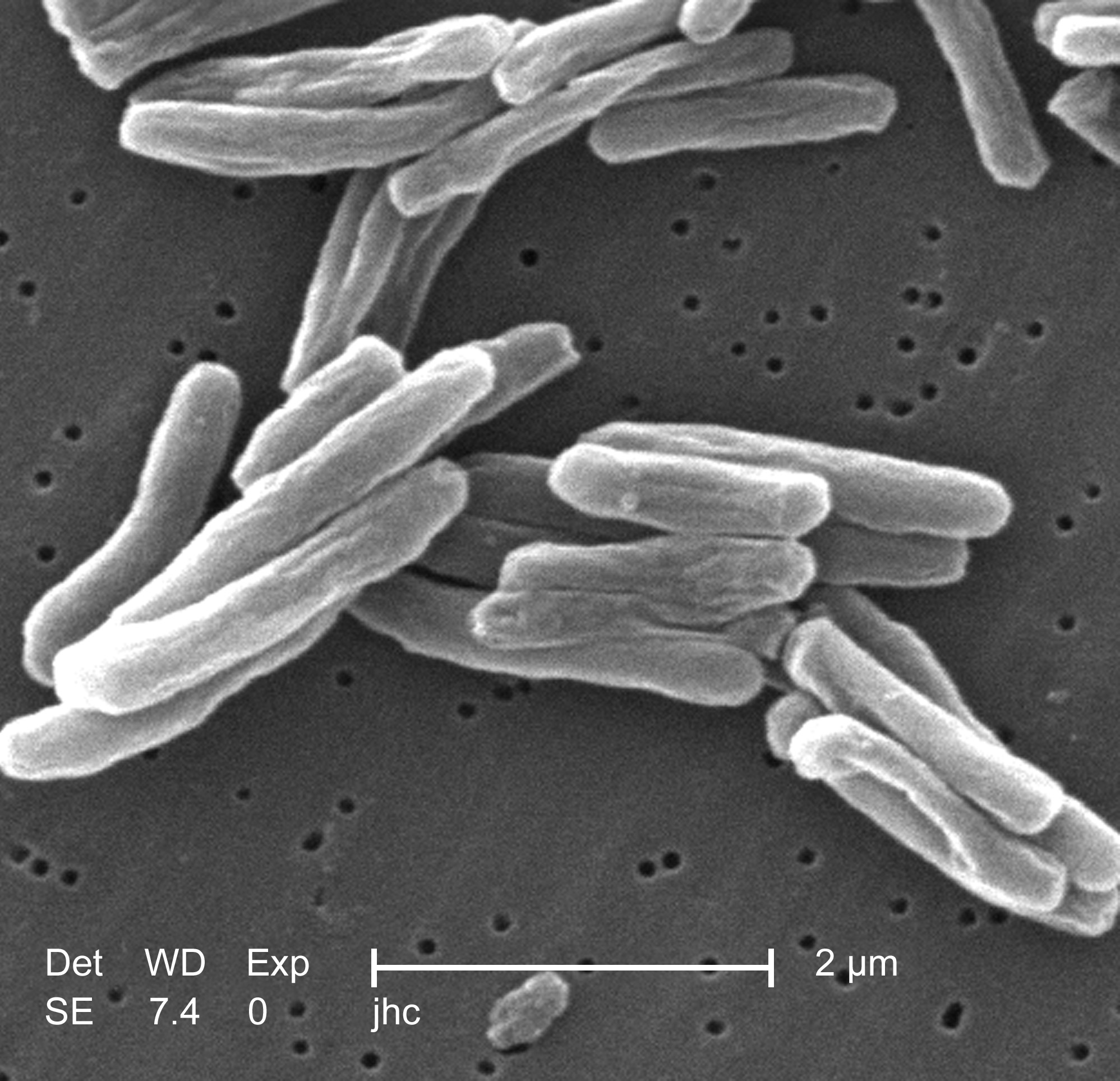
Microfotografía de Mycobacterium tuberculosis (bacilo de Koch), agente causal de la tuberculosis.

La tuberculosis es una enfermedad infecciosa provocada por el bacilo de Koch que puede afectar a numerosos órganos, pero tiene predilección por el pulmón. En el año 2015 se declararon 10 millones de casos a nivel mundial de los cuales al menos un millón fueron niños. El bacilo de Koch, agente causante del mal, se adapta progresivamente a los antibióticos que se utilizan para tratar la enfermedad, fenómeno que se conoce como resistencia, por lo que la dificultad para erradicarla es cada vez mayor.

## Neumonía
La principal enfermedad infecciosa del tracto respiratorio inferior es la neumonía. Generalmente está causada por virus o bacterias y su aparición se ve favorecida por diferentes factores, entre ellos la existencia de condiciones de vida insalubres, hacinamiento, malnutrición, exposición a contaminantes ambientales o tabaco, edad avanzada y déficit de inmunidad. Las personas afectadas por el virus de la inmunodeficiencia humana son más propensas a presentar neumonía grave.

## Cáncer de pulmón
La principal causa que provoca cáncer de pulmón es el humo del tabaco. El riesgo de presentar esta enfermedad es proporcional al número de cigarrillos consumidos al día y al tiempo de duración del hábito. Los fumadores pasivos y las personas expuestas a otros cancerígenos como el radón y el amianto tienen también mayor probabilidad de desarrollar cáncer de pulmón. En el año 2012 se produjeron 14 millones de nuevos casos en el mundo y el número de fallecidos ascendió a más de 8 millones de personas.

## Clasificación de enfermedades
Las enfermedades del aparato respiratorio pueden dividirse en 10 grupos según la clasificación internacional de enfermedades (CIE-10):
- Infecciones agudas de las vías respiratorias superiores. Este apartado incluye la rinofaringitis aguda, sinusitis aguda, faringitis aguda, amigdalitis aguda, laringitis y traqueitis.
- Gripe y neumonía. Incluye las infecciones del aparato respiratorio ocasionadas por el virus de la gripe y la neumonía, tanto la de ocasionada por virus como por bacterias.
- Otras infecciones agudas de las vías respiratorias inferiores. En este apartado se incluye la bronquitis aguda y la bronquiolitis.
- Otras enfermedades de las vías respiratorias superiores. Incluye procesos que afectan a las vías respiratorias superiores que tienen carácter crónico. Entre ellas la rinitis alérgica, faringitis crónica, pólipos nasales y adenoides.
- Enfermedades crónicas de las vías respiratorias inferiores. Se clasifican en este grupo algunos de las enfermedades más habituales en el campo de la neumología, entre ellas la bronquitis crónica, enfermedad pulmonar obstructiva crónica, enfisema pulmonar, asma y bronquiectasias.
- Enfermedades del pulmón debidas a agentes externos. Incluye la silicosis, neumoconiosis y neumonitis por hipersensibilidad.
- Otras enfermedades respiratorias que afectan principalmente el intersticio pulmonar.
- Afecciones supurativas y necróticas de las vías respiratorias inferiores
- Otras enfermedades de la pleura
- Otras enfermedades del sistema respiratorio.

## Descripción

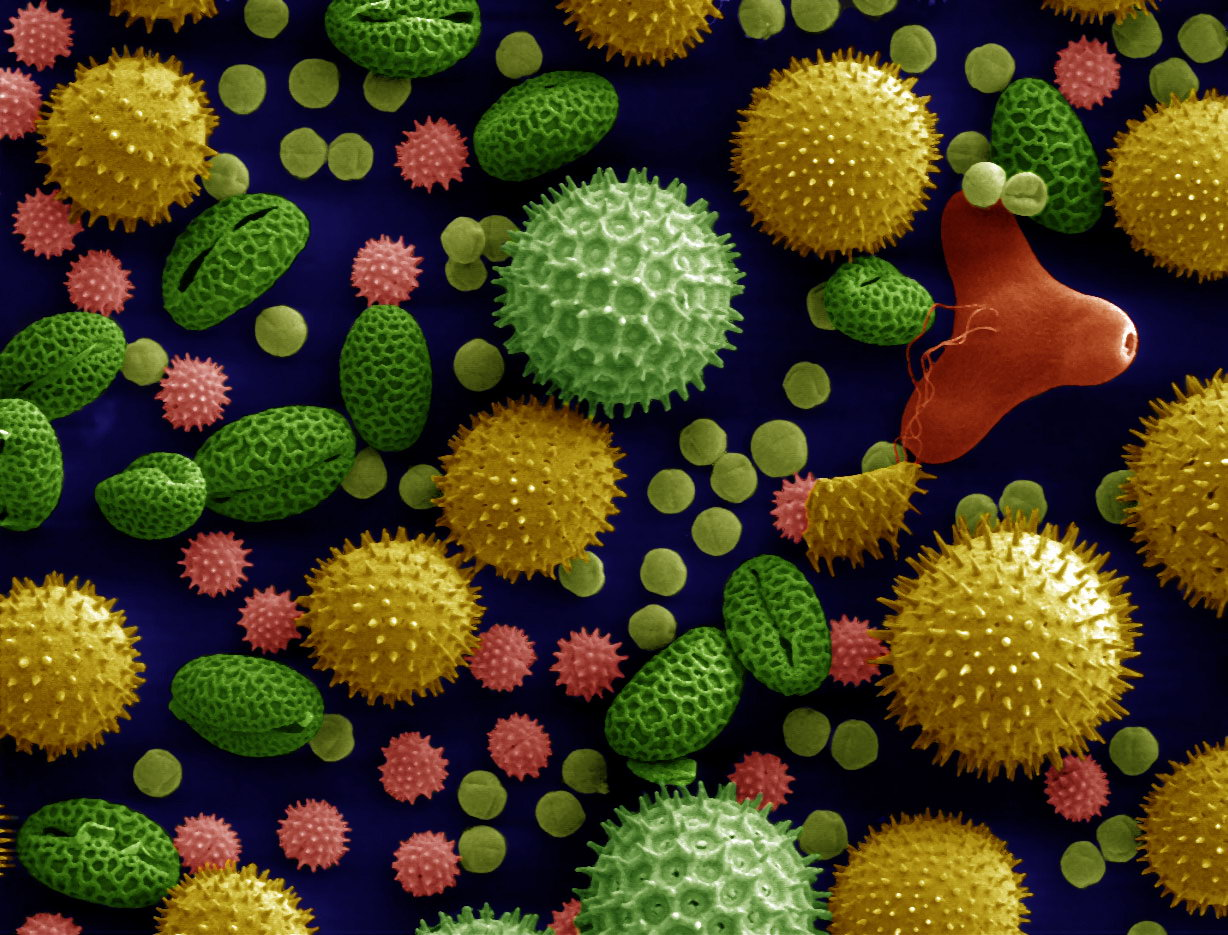
El polen es una de las causas más frecuentes de rinitis.

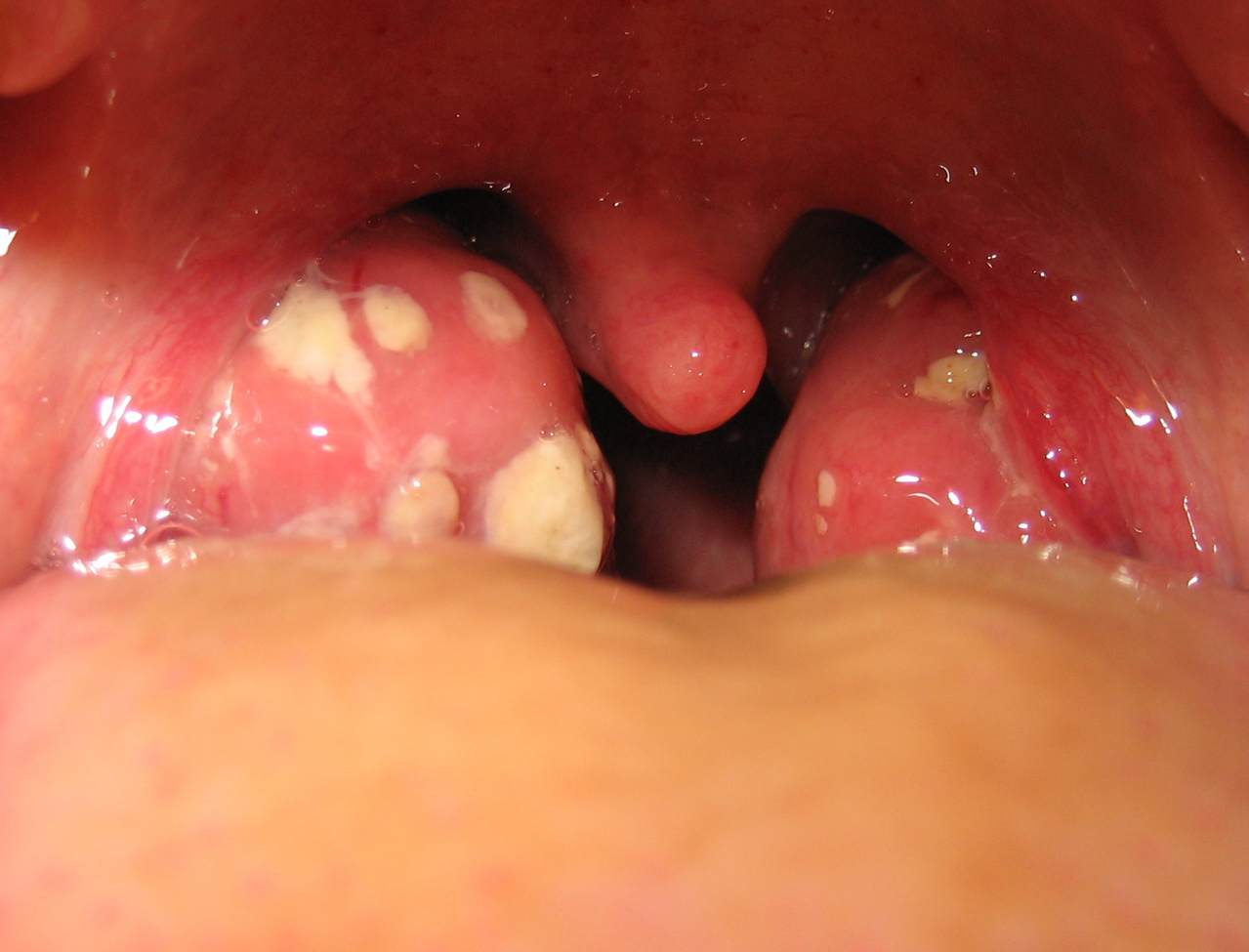
La amigdalitis aguda está provocada por una infección localizada en la amígdala palatina.

A continuación se describen las principales enfermedades del aparato respiratorio.
- Vías aéreas superiores.
  - Rinitis. El término rinitis hace referencia a un proceso inflamatorio que afecta a las fosas nasales. Las causas pueden ser múltiples, las más habituales son de origen infeccioso o alérgico. Puede tratarse de un cuadro agudo de solo unos días de duración (rinitis aguda) o bien convertirse en crónico (rinitis crónica). Los síntomas más frecuentes producidos por la rinitis son congestión nasal, secreción nasal (rinorrea), estornudos y picor nasal. Un tipo especial es la rinitis irritativa provocada por estímulos físicos como olores intensos , tabaco o cambios bruscos de temperatura.[5]
  - Faringitis. Es la inflamación de la mucosa que reviste la faringe. Puede ser aguda (faringitis aguda) o crónica (faringitis crónica). La faringitis aguda está origina generalmente por infecciones víricas o bacterianas.
  - Sinusitis. Es la respuesta inflamatoria de los senos paranasales que suele deberse a una infección por bacterias o virus En ocasiones se designa como rinosinusitis pues casi siempre se acompaña de rinitis.
  - Amigdalitis. Inflamación de origen infeccioso en la amígdala palatina. Cursa con fiebre y dolor de garganta. Es muy frecuente en la niñez.
  - Laringitis. La laringitis, también llamada crup es una enfermedad común, generalmente de origen vírico, que cursa con inflamación de la laringe. Es más frecuente en niños de entre seis meses y tres años de edad. Provoca tos, afonía y dificultad para respirar (estridor laríngeo). Aunque suele ser de carácter leve, existen cuadros graves que obstruyen la vía aérea superior.
  - Traqueitis. Es la inflamación de la tráquea, generalmente de origen infeccioso. Aunque existe como proceso independiente, generalmente se asocia a laringitis, cuadro clínico conocido como laringotraqueitis, especialmente frecuente en los niños.
- Pulmón y vías aéreas inferiores
  - Asma bronquial. Se caracteriza por una obstrucción reversible de las vías aéreas. Puede ser de origen alérgico (asma extrínseca) o no alérgico (asma intrínseca).
  - Atelectasia. Colapso de una región pulmonar periférica que hace imposible al sector afectado realizar el intercambio gaseoso.
  - Bronquitis. Se produce por inflamación del revestimiento de los bronquios. Puede ser aguda o crónica y en ocasiones provoca sensación de asfixia (disnea).
  - Bronquiolitis. Afecta sobre todo a niños menores de 2 años. Está causada por virus y se caracteriza por inflamación aguda en los pequeños bronquios (bronquiolos) del aparato respiratorio.
  - Cáncer de pulmón. Crecimiento y proliferación de células cancerosas en el pulmón.
  - EPOC. La enfermedad pulmonar obstructiva crónica está causada por la inhalación repetida del humo del tabaco.
  - Fibrosis pulmonar idiopática. Enfermedad poco frecuente causada por un proceso de cicatrización  anómala del  tejido  pulmonar. Se produce un exceso de tejido fibrótico que sustituye progresivamente al tejido pulmonar normal.
  - Fibrosis quística. Enfermedad de origen genético que afecta a varios órganos, entre ellos el pulmón.
  - Neumoconiosis. Enfermedad que afecta el parénquima pulmonar provocada por la inhalación de polvo, en general polvo mineral, pero también por polvo orgánico de diferentes tipos.
    - Silicosis. Provocada por la inhalación de partículas de sílice. Considerada enfermedad profesional en los mineros.
    - Asbestosis. Provocada por la inhalación de fibras de asbesto o amianto.

  - Neumonía. Infección respiratoria que afecta a los alveolos pulmonares. Puede estar causada por bacterias o virus, raramente por hongos.
  - Neumonitis por hipersensibilidad. También llamada alveolitis alérgica extrínseca, está provocada por la inhalación de polvo de procedencia orgánica que desencadena una reacción de hipersensibilidad. Por ejemplo la bagazosis.
  - Tuberculosis pulmonar. Enfermedad infecciosa causada por el bacilo de Koch.
  - Bronquiectasia. Dilatación irreversible en uno o varios puntos del árbol bronquial.